# Žvejkal

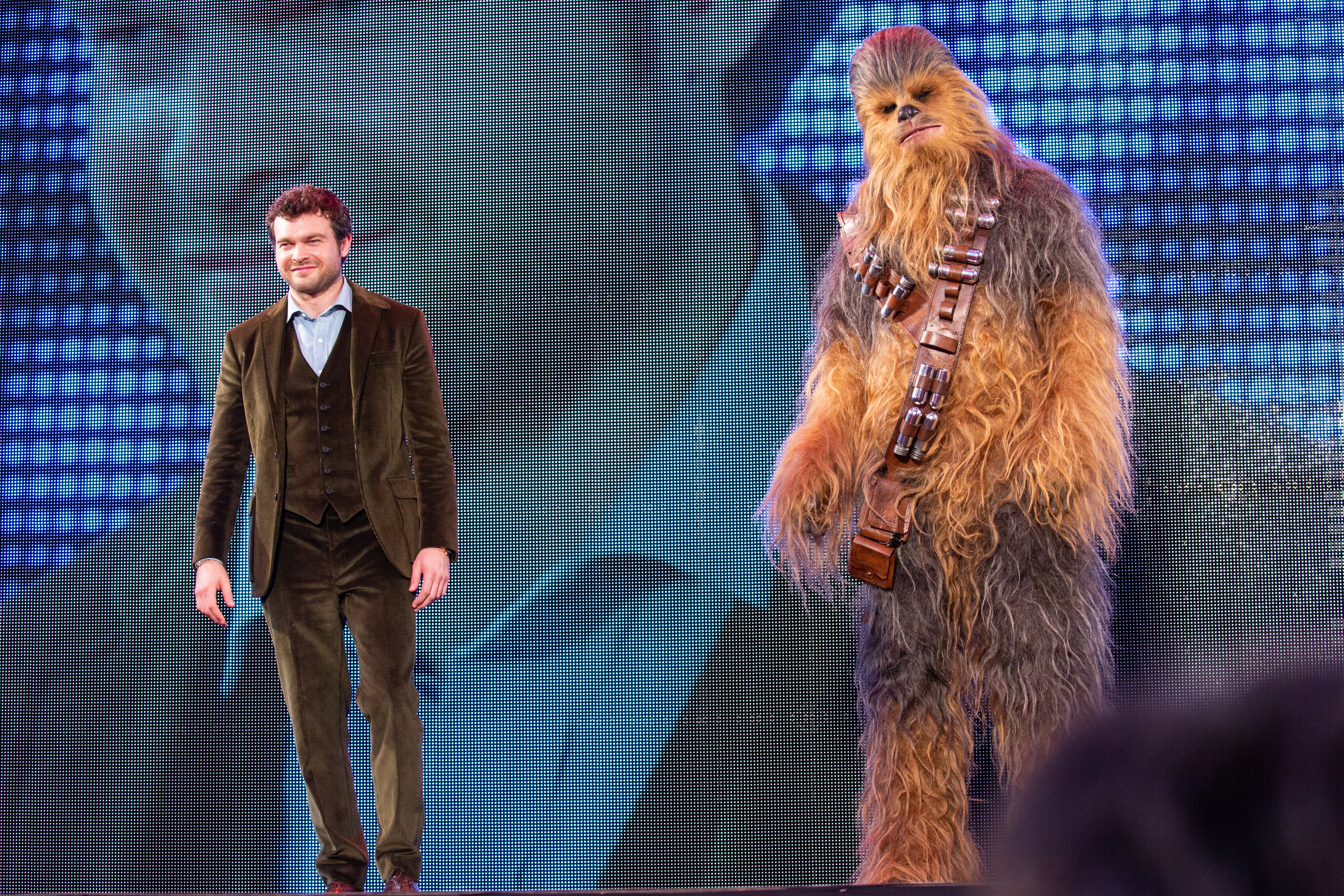
Žvejkal (vpravo) při japonské premiéře Solo: Star Wars Story

Žvejkal, v originále Chewbacca, je postava z filmové ságy Star Wars. Vystupuje v epizodách III, IV, V, VI, VII, VIII, IX a ve filmu Solo: Star Wars Story. Jedná se o Wookieeho, inspirovaného orangutany a lemury. 

## Úloha v příběhuStar Wars
Žvejkal pochází z domovské planety Wookieeů – Kashyyyku. Odsud byl odvlečen Imperiálními otrokáři a posléze zachráněn Hanem Solem a tak se stal jeho nejlepším přítelem a současně druhým pilotem na Hanově lodi – Millennium Falconu. Stejně jako všichni Wookieeové i Žvejkal je neuvěřitelně loajální k těm, které nazývá přáteli a často riskuje vlastní život v jejich zájmu. Rozumí normálnímu jazyku, avšak je schopen hovořit pouze skřeky, kterým na druhou stranu rozumí Han – a ten jimi zase neumí mluvit. Je velmi vysoký, svalnatý a celý pokrytý chundelatou kožešinou. Žvejkalovým jediným oděvem je pás, který nosí přes levé rameno a který drží vak obsahující střelivo do jeho oblíbené zbraně – kuše, jinak nazývané bowcaster.
Protože je Žvejkal vynikající mechanik, často provádí opravy na Millennium Falconu. Je však také výborný pilot a obávaný válečník. Již mnohokrát pomohl k porážce Impéria. Spolupilotoval Hanovu loď v průběhu první bitvy o Hvězdu smrti. Když byl Han zmrazen v karbonitu, Žvejkal sehrál významnou roli při jeho záchraně. Byl také členem úderného týmu, kterému se podařilo vyřadit z provozu štítový generátor na Endoru, což vedlo ke zničení druhé Hvězdy Smrti a porážce Impéria. Když na ně v Epizodě III kloni zaútočili, přežil jen on a wookieeský vůdce Tarfful; zbytek zemřel v bitvě o Kashyyk. Tomu poté pomohli uprchnout z Kashyyyku.
V původním rozšířeném universu (dnes Legends) Žvejkal zemřel na planetě Sernpidal na začátku války s Yuuzhan Vongy, kam přiletěl s Hanem a Anakinem pomoci s evakuací uprchlíků. Těsně předtím zachránil Anakinovi život; ten si jeho smrt nikdy neodpustil. Na Žvejkala, který na planetě musel zůstat, aby Han s Anakinem mohli uprchlíky evakuovat, spadl měsíc.